# Francisco Adolfo Coelho
Francisco Adolfo Coelho (Coimbra, 15 de Janeiro de 1847 — Carcavelos, 9 de Fevereiro de 1919) foi um pedagogo e pedagogista, filólogo, etnógrafo e escritor português, autodidacta, que foi uma das figuras mais importantes da intelectualidade portuguesa dos finais do século XIX.

## Biografia
Teve uma infância repleta de dificuldades. Contava apenas 19 meses quando o seu pai morreu. Frequentou o liceu em Coimbra, tendo-se matriculado com 15 anos em Matemática na Universidade. Insatisfeito com o ambiente que aí encontrou, dois anos depois abandona os estudos universitários. Impôs então a si próprio um programa de estudos centrado em autores alemães, aprendendo para o efeito a língua alemã.
Ao longo da sua vida realizou notáveis trabalhos em pedagogia, linguística, etnografia e antropologia. Foi professor no Curso Superior de Letras, onde ensinou Filologia Românica Comparada e Filologia Portuguesa e assistiu à sua transformação em Faculdade de Letras da Universidade de Lisboa. Foi director da Escola Primária Superior de Rodrigues Sampaio, criada por sua iniciativa. Exerceu também actividades docentes na Escola Normal Superior de Lisboa. Participou em várias comissões de ensino médio e superior, como vogal ou presidente, tendo nessa qualidade elaborado importantes relatórios. Proferiu nas célebres Conferências do Casino, organizadas por Antero de Quental e Jaime Batalha Reis, a conferência "A Questão do Ensino" (1871). Em seu livro homónimo publicado no ano seguinte, Adolfo Coelho fala sobre a necessidade e fins do ensino; examina as formas e tipos; o ensino em Portugal em decadência pela aliança entre Igreja e Estado; defende a separação entre ambos e a promoção da liberdade do pensamento.
As suas concepções pedagógicas assentavam na convicção que através da educação seria possível regenerar o país. Combateu a submissão do ensino às ideias religiosas. Organizou um importante Museu Pedagógico na Antiga Escola do Magistério Primário de Lisboa.
Encontra-se colaboração da sua autoria nas publicações periódicas: Renascença  (1878-1879?), O Pantheon  (1880-1881), Froebel  (1882-1884), Branco e Negro  (1896-1898), Serões (1901-1911) e ainda no Jornal dos Cegos  (1895-1920).

## Obras sobre o ensino e pedagogia
- A Questão do Ensino, Porto, 1872
- A Reforma do Curso Superior de Letras, 1880
- O trabalho manual da escola Primária, Lisboa, 1882
- Secção de ciências étnicas. Esboço de um Programa para o estudo antropológico, patológico e democrático do povo português. Lisboa. 1890
- Os Elementos tradicionais da educação, Porto, 1883
- Para a história da instrução popular, 1895
- O ensino histórico, filológico e filosófico em Portugal até 1858, Coimbra, 1900
- O Curso Superior de Letras e os Cursos de Habilitação para o Magistério Secundário, Lisboa,1908
- Alexandre Herculano e o Ensino Público, Lisboa, 1910
- Cultura e Analfabetismo, 1916
- Obras póstumas:
  - Para a História de Instrução Popular, Lisboa, 1973 (volume de textos organizados por Rogério Fernandes e editados pela Fundação Calouste Gulbenkian)

## Outras obras de Adolfo Coelho
- Os dialectos romanicos ou neo-latinos na África, Ásia e América (eBook)
- Diccionario manual etymologico da lingua portugueza, contendo a significação e prosodia (1890) [7][8]
- Portugal e Ilhas Adjacentes (eBook)
- Contos Populares Portugueses

## Obras sobre Adolfo Coelho
- Rogério Fernandes, As Ideias Pedagógicas de F. Adolfo Coelho, Lisboa, 1973
- João da Silva Correia, Adolfo Coelho Pedagogo, artigo (1920)
- Vitorino Nemésio, Perfil de Adolfo Coelho, artigo,1948
- Manuel Viegas Guerreiro, Introdução in, Cultura e Analfabetismo, Lisboa, 1984
- José de Souza Martins, "Adolfo Coelho: Os embates da língua e da linguagem", in Análise Social, 214, Instituto de Ciências Sociais da Universidade de Lisboa, Lisboa, 2015, p. 4-25.